# Эбби (The Last of Us)
Э́бигейл (Э́бби) А́ндерсон (англ. Abigail "Abby" Anderson) — героиня компьютерной игры в жанре хоррора на выживание The Last of Us Part II от компании Naughty Dog, являющейся частью франшизы The Last of Us. Она была озвучена актрисой Лорой Бэйли, которая также сыграла её с помощью технологии захвата движения. Во втором сезоне телесериала-адаптации «Одни из нас» роль Эбби исполнила актриса Кейтлин Дивер. Героиня была создана авторами сценария к игре Нилом Дракманном и Хэлли Гросс. Разработчики решили сделать Эбби одним из двух игровых персонажей, чтобы раскрыть её личность: по задумке Дракманна, игроки, которые возненавидели Андерсон в начале игры, должны были проникнуться к ней симпатией и сочувствием по мере развития сюжета. Изначально он не хотел утверждать на эту роль Бэйли, так как ранее актриса озвучила большое количество персонажей, однако её запись прослушивания произвела на него большое впечатление. В рамках подготовки к роли Бэйли подвергла себя тяжёлым тренировкам и изучала поведение участников боевых действий и их способы преодоления трудностей. Сама актриса считает роль Андерсон одной из важнейших в своей карьере, так как во время работы над игрой она родила своего первенца. Лицо Эбби было смоделировано с актрисы Джоселин Меттлер, а тело — с бодибилдерши Коллин Фотч.
В игре Эбби состоит в рядах Вашингтонского Освободительного Фронта (ВОФ): вместе со своими боевыми товарищами она мстит Джоэлу Миллеру, ранее убившему её отца. Впоследствии Андерсон заводит дружбу с двумя бывшими членами религиозного культа Серафитов, с которыми солдаты ВОФ находятся в состоянии войны.
Различные обозреватели высоко оценили образ Эбби: многие рецензенты сочли её арку искупления правдоподобной, а саму героиню — вызывающей симпатию к концу игры. Игроки неоднозначно восприняли решение разработчиков сделать Эбби протагонистом, а некоторые из них даже угрожали Бэйли расправой. По мнению части игровых журналистов, героиня была незаслуженно обругана, а критику её телосложения они объяснили отсутствием в компьютерных играх персонажей с похожей фигурой. За свою роль Бэйли получила широкое признание и несколько наград, в частности Премию Британской Академии в области видеоигр, The Game Awards и NAVGTR Awards.

## Создание

### Дизайн и исполнение
Разработчики The Last of Us Part II описывают Эбби как героиню с «внушительным» телосложением, которого та достигла благодаря годам тренировок и прохождению через многочисленные сражения. Сотрудники Naughty Dog создали несколько вариантов дизайна Андерсон с целью должным образом показать её «квалифицированным, прагматичным и сильным» солдатом. Изначально Дракманн не рассматривал Лору Бэйли на роль Эбби, так как искал менее известную актрису; в то же время он хотел, чтобы она озвучила Дину. Своё решение руководитель проекта изменил после ознакомления с записью прослушивания Бэйли: в отличие от других актрис, которые стремились подчеркнуть гнев Андерсон, та изобразила героиню уязвлённой. Сама актриса считает роль Эбби одной из важнейших в своей карьере, так как в период работы над игрой она родила своего первенца. До беременности Бэйли подвергала себя интенсивным физическим упражнениям. Находясь в положении, она пыталась восстановить привычную походку во время съёмок. В рамках подготовки к роли актриса изучала поведение участников боевых действий. На съёмках сцены с убийством Джоэла, которого сыграл её друг Трой Бейкер, Бэйли регулярно проверяла его самочувствие. Лицо Андерсон было смоделировано с Джоселин Меттлер — художницы по визуальным эффектам, которая ранее работала в Naughty Dog, а тело — со спортсменки Коллин Фотч.

### Образ
В ранней версии сценария к The Last of Us Part II присутствовал эпизод, в котором молодые Джоэл и Томми, на тот момент являвшиеся охотниками, уничтожали группу Эбби, после чего выжившая Андерсон клялась отомстить им. По мере продвижения разработки и исследования темы насилия сценаристы решили плотнее связать игры друг с другом: выяснялось, что Эбби была дочерью хирурга, убитого Джоэлом в финале The Last of Us. Создатели решили сделать Андерсон одним из игровых персонажей, чтобы лучше раскрыть личность героини и избежать её восприятия как типичного антагониста в глазах игроков. Изначально Эбби была основным протагонистом в первые часы игрового процесса до убийства Джоэла, однако Дракманн переосмыслил эту концепцию: он хотел, чтобы игроки ненавидели Эбби в начале игры, а затем проникались к ней сочувствием. Руководитель проекта не собирался «идеализировать» её: по его задумке, игроки меняли отношение к Андерсон в процессе наблюдения за её слабостями и благородными поступками. По указанию Дракманна Бэйли редко улыбалась в этой роли, так как подобное выражение на лице героини было редким явлением. Одним из явных страхов Эбби была акрофобия.
В сюжетной кампании игры должны были появиться дополнительные флэшбеки с участием Эбби: в одном из них Андерсон присоединялась к ВОФ, однако делала это необдуманно, поверив лидеру организации, который ранее состоял в её прежней группе и фактически заменял ей отца. Эбби считала, что после убийства Джоэла она сможет вернуться к прежней жизни, предшествовавшей смерти её отца, однако со временем Андерсон отпускает эту мысль. Впоследствии она находит цель в жизни — защитить сирот Яру и Льва; Дракманн сравнил арку искупления Эбби с аналогичной аркой Джоэла из первой части. Чтобы искупить свою вину и помочь детям, она преодолевает тяжёлые жизненные испытания, в частности, рискует жизнью во время поиска медицинских принадлежностей, необходимых для спасения Яры. Один из руководителей разработки игры Курт Марджено заявил, что бунтарский дух Льва вдохновил Эбби покинуть ряды ВОФ. Создатели игры намеренно провели параллель между просьбой Эбби к работорговцам пощадить Льва с просьбой Элли к самой Андерсон пощадить Джоэла. Во время съёмок заключительной части финального противостояния между двумя главными героинями игры, когда Элли пытается утопить Эбби, схватив её за горло и прижав к земле на мелководье, прежде чем в конечном итоге пощадить её, Бэйли сдерживала дыхание на протяжении всего эпизода; исполнительница роли Элли Эшли Джонсон прекратила душить её, только когда увидела, что губы Бэйли посинели.  Бэйли пришла к выводу, что к концу игры Эбби поняла эмоции Элли и наконец смирилась со смертью своего отца.

### Адаптация
9 января 2024 года стало известно, что Кейтлин Дивер сыграет Эбби во втором сезоне телесериала-адаптации «Одни из нас». Создатели сериала решили начать кастинг с поиска актрисы на роль Андерсон: этот процесс начался до забастовки Гильдии сценаристов США. После окончания забастовки в ноябре специалисты по кастингу обратили внимание на Дивер, ознакомившись с игрой актрисы в картине «Никто тебя не спасёт» (2023). К Дивер была приставлена дополнительная охрана на съёмках из-за неоднозначного восприятия игроками её героини. В телесериале героиня выглядит менее мускулистой, чем в игре. Дракманн объяснил это тем, что в сериале больше внимания уделяется именно драме, а не экшену.

## Появление
Отец Эбби, Джерри Андерсон, был хирургом «Цикад», который намеревался извлечь мутировавший штамм грибка кордицепса из головного мозга девушки по имени Элли, обладавшей иммунитетом к поразившей весь мир инфекции, чтобы разработать вакцину. Узнав, что Элли не переживёт эту операцию, сопровождавший её контрабандист Джоэл Миллер вынес тело девушки из лаборатории, предварительно убив вставшего на его пути Джерри. Четыре года спустя Эбби, в сопровождении своих боевых товарищей из ВОФ, выслеживает Джоэла неподалёку от поселения, расположенного на территории бывшего города Джэксон (Вайоминг), и до смерти избивает его. Спустя некоторое время после возвращения в Сиэтл Эбби узнаёт об исчезновении своего бывшего парня Оуэна, который ранее выслеживал Серафитов. Придя к выводу, что Оуэн — дезертир, лидер ВОФ Айзек Диксон рассказывает Андерсон о своём намерении атаковать близлежащее островное поселение Серафитов. В поисках Оуэна Эбби попадает в плен к представителям этого религиозного культа; от казни её спасает бывший член Серафитов по имени Яра, которой сектанты отбивают руку молотком. Объединившись с Ярой и её младшим братом Львом, Эбби убивает пленивших её Серафитов и возвращается к поискам Оуэна. Она находит бывшего парня в океанариуме и узнаёт, что тот собирается отплыть в Санта-Барбару, где предположительно перегруппировались «Цикады»; в этот момент между ними вспыхивают старые чувства, которые выливаются в половой акт. На следующее утро Эбби возвращается в убежище Яры и Льва, чтобы сопроводить их в океанариум. Обнаружив, что тяжело повреждённую руку Яры необходимо ампутировать, Эбби и Лев проникают в захваченную заражёнными больницу и забирают необходимые для операции медикаменты.
После проведения операции Лев сбегает в поселение Серафитов, чтобы убедить их мать покинуть культ. Когда Эбби и Яра следуют за ним, на пути девушек встаёт младший брат Джоэла Томми, который отправился на поиски Андерсон, чтобы отомстить ей; в конечном итоге им удаётся пережить его нападение и скрыться. В поселении они обнаруживают, что Лев убил свою набожную мать в целях самообороны. Когда солдаты ВОФ атакуют поселение, Яра убивает Айзека и жертвует собой, чтобы дать возможность Эбби и Льву спастись. Они возвращаются в океанариум и обнаруживают мёртвых Оуэна и его беременную девушку Мел; там же Андерсон находит карту, ведущую к театру, где скрывается убившая её друзей Элли. По прибытии Эбби убивает спутника Элли Джесси и калечит Томми. Затем она побеждает Элли и её подругу Дину в бою, но, узнав, что последняя находится в положении, сохраняет девушкам жизнь и уходит. Некоторое время спустя Эбби и Лев отправляются на поиски «Цикад» в Санта-Барбару, где попадают в плен к работорговцам из банды «Гремучников». Спустя несколько месяцев пыток их спасает Элли, которая принуждает Андерсон драться с ней, угрожая убить Льва. Хотя Элли одерживает верх в бою, она позволяет Эбби и Льву уйти, после чего те отплывают в сторону базы «Цикад» на острове Каталина.

## Восприятие
Критики высоко оценили образ Эбби и актёрскую игру Бэйли. Джон Сааведра из Den of Geek похвалил актрису за эмоциональное исполнение роли Андерсон и отметил, что ненависть к героине сменяется сочувствием к концу сюжетной кампании. Обозреватель VG247 Кейтлин Галис-Роу сочла арку искупления Эбби более правдоподобной и важной, чем арки других персонажей игры. По мнению Джейсона Шиэна из NPR, «месть Эбби была так же оправдана, так же необходима и так же бессмысленна, как и месть Элли». Рецензент USgamer Кэт Бэйли отметила, что она не смогла поставить The Last of Us Part II более высокую оценку из-за сегмента, посвящённого Эбби; хотя Бэйли похвалила разработчиков за смелость сделать убийцу Джоэла одной из двух главных героинь и раскрыть её таким образом, чтобы игроки прониклись к ней симпатией, она воспринимала сюжетную линию Андерсон как «длинное отступление» от основной истории, «затянутое» и «перегруженное» экспозицией. В своей рецензии для VentureBeat Дин Такахаши пришёл к выводу, что Эбби искупила свою вину, когда пощадила Элли; обозревателю понравилось, как создателям игры удалось вызвать симпатию в глазах игроков по отношению к Андерсон. Журналист The New York Observer Рафаэль Мотамайор назвал историю Эбби не менее интересной, чем сюжетную линию Элли и отметил, что благодаря новой героине прежняя становится только лучше. Джесс Джохо из Mashable посчитала историю Эбби более детальной и убедительной на фоне линии Элли, но раскритиковала обеих героинь за чрезмерную зависимость от своих отцов.
Часть игроков возненавидела Эбби и критиковала посвящённый ей сегмент, так как они рассчитывали, что будут управлять Элли бо́льшую часть сюжетной кампании. Дэйв Трамбор из Collider заявил, что Эбби незаслуженно обругана после убийства Джоэла, а осудившие её игроки не поняли посыл истории The Last of Us Part II. Некоторые пользователи нелестно отзывались о её атлетическом телосложении: в сети даже появилась теория о том, что Андерсон является трансгендером; Патрисия Эрнандес из Polygon и Эми Коулз из The Independent объяснили такую реакцию отсутствием в компьютерных играх персонажей с похожей фигурой. После выхода игры Бэйли получала многочисленные угрозы в Интернете за свою роль; представители Naughty Dog осудили поведение людей, от которых исходили угрозы, а такие медийные личности, как Джеймс Ганн, Эшли Джонсон и Крейг Мейзин, публично поддержали актрису. В февральском интервью USA Today 2022 года Бэйли призналась, что она продолжает сталкиваться с оскорбительными комментариями в социальных сетях.
Организаторы The Game Awards 2020 и редакция IGN назвали Бэйли лучшей актрисой за её исполнение роли Эбби. Также она была удостоена премии Британской Академии в области видеоигр за «исполнение главной роли» на 17-й церемонии награждения и разделила с Джонсон победу в номинации «Выдающийся драматический актёр в главной роли» на церемонии вручения премии NAVGTR. Организация The Game Audio Network Guild отметила её игру в номинации «Лучшая озвучка», а на New York Game Awards она была номинирована на премию Great White Way Award за «Лучшую актёрскую игру». Также актриса получила номинацию в категории «Выдающиеся достижения в озвучивании персонажей» на 24-й ежегодной церемонии награждения DICE Awards.